# Непрохані гості (фільм)
«Непрохані гості» (англ. Wedding Crashers) — фільм режисера Девіда Добкіна.

## Сюжет
Джон Беквіт (Оуен Вілсон) і Джеремі Грей (Вінс Вон) ділові партнери і друзі ціле життя. Вони придумали спосіб знімати дівчат прямо на весіллях. Вони отримали таємний набір правил поведінки на весіллях Цеза Рейнхолд (Вілл Ферелл, в титрах не вказаний), гуру в цій справі. Джон і Джеремі приходять на будь-які весілля і прикидаються, що брати і працюють в якійсь сфері діяльності. Вони так мило себе поводять, що коли родичі питають хто вони, хлопці вигадують історію і їх пускають на кожне весілля. Кожна вродлива жінка в полі їхнього зору і вони ловлять її погляд.
Зрештою, кожний вибирає собі дівчину і підкорює її серце, а потім на наступне весілля! Вони ніколи не залишаються в тіні, беруть участь в усіх діях і навіть фотографуються, ріжуть торт, проводять одруження і танцюють з нареченою. Вони яскрава подія на кожному прийомі. Донька секретаря казначейства Вільяма Клірі (Крістофер Вокен) виходить заміж, і це буде подія року в суспільстві. Після зриву весілля Джон і Джеремі спрямовують свої погляди на двох сестер Клірі, Клер (Рейчел МакАдамс) і Глорія (Ісла Фішер). Так починаються їхні уроки справжнього кохання.

## В ролях
- Оуен Вілсон — Джон Беквіт
- Вінс Вон — Джеремі Грей
- Крістофер Вокен — секретар Вільям Клірі
- Рейчел МакАдамс — Клер Клірі
- Джейн Сеймур — Кетлін Клірі
- Айла Фішер — Глорія Клірі
- Еллен Альбертіні Дау — бабуся Мері Клірі
- Кейр О'Доннелл — Тодд Клірі
- Бредлі Купер — Закарі «Сак» Лодж
- Рон Кенада — дворецький Рандольф
- Генрі Гибсон — о. О'Ніл

## Знімальна група
- Режисер — Девід Добкін
- Продюсер — Пітер Абрамс, Кейл Бойтер, Річард Бренер
- Сценарист — Стів Фабер,Боб Фішер,
- Оператор — Хуліо Макат
- Композитор — The Flaming Lips, Рольф Кент, Джо Лерволд
- Монтаж — Марк Ліволсі
- Підбір акторів — Ліза Біч, Сара Кацман
- Художники-постановники — Кевін Констант
- Декоратор — Гаррет Льюіс
- Художник по костюмам — Деніз Вінгейт

## Нагороди
Премія каналу «MTV», 2006 рік
Переможець (3):
- Прорив року (Айла Фішер)
- Найкращий фільм
- Найкраща екранна команда (Вінс Вон, Оуен Вілсон)

Номінації (2):
- Найкраща комедійна роль (Вінс Вон)
- Найкраща комедійна роль (Оуен Вілсон)

American Cinema Editors 2006 рік, нагорода Eddie
Номінації (1)
- Найкращий монтаж художнього фільму, комедії або мюзикли (Марк Ліволсі)

Кінопремія «Вибір критиків» 2006 рік, нагорода «Вибір критиків»
Номінації (1)
- Найкраща комедія

Casting Society of America 2006 рік, премія Artios
Переможець (1)
- Найкращий кастинг на художній фільм — комедію (Ліза Біч, Сара Кацман)

Empire Awards 2006 рік, Empire Award
Номінації (1)
- Найкраща комедія

Golden Trailer Awards 2006 рік, нагорода Golden Trailer
Переможець (1)
- Найкраща комедія

People's Choice Awards 2006 рік, премія «Вибір глядацьких симпатій»
Переможець (2)
- Favorite On-Screen Match-Up (Вінс Вон, Оуен Вілсон)

Teen Choice Awards 2006 рік, премія Teen Choice Awards
Переможець (1)
- Найкраща комедійна актриса (Teen Choice Awards)

Номінації (3)
- Найкраща втеча (Айла Фішер)
- Hissy Fit (Айла Фишер)
- Liplock (Рейчел Макадамс, Оуен Вілсон)

Teen Choice Awards 2005 рік, премія Teen Choice Awards
Переможець (1)
- Найкращий фільм літа

## Додаткові факти
- Оуен Вілсон не бачив фільмів за участю Рейчел МакАдамс до спільних зйомок, але йому дуже сподобалась її емоційна гра в «Щоденнику пам'яті».
- Оуен Вілсон і Винс Вон імпровізували під час зйомок і часто самостійно складали репліки своїм персонажам.
- Джейн Сеймур викликали три рази, щоби прослухати на роль Кетлін Клірі.
- Оголошення про весілля доньки Вільяма Клірі починається дивно і смішно:

|  | Вільям Клірі є центром політичної сцени в ці дні і є потенційною кандидатурою на посаду президента Сполучених Штатів Америки. |

- На італійському весіллі, хлопець, який сидить поруч з Овеном Вілсоном, є його дядьком.
- Розпорядник весіль був присутній на зйомках для того, щоби весілля дивилось реальніше.
- Мати Чаза приходить дивитись мультфільм Betty Boop, коли Джон приїжджає з ним поговорити.
- Коли Джеремі сповідається священику (Генрі Гібсон), він згадує, що він був уявним друг під назвою «Shiloh». Це, напевно, є посиланням на пісню Ніла Даймонда "Shiloh" також про уявних друзів.
- Коли Крістофер Вокен і Рейчел МакАдамс танцюють, Вокен говорив слово «пердіти», щоби МакАдамс сміялась.
- На прем'єрі цього фільму за нього проголосували як за одну з «50 найкращих комедій всіх часів» в 2006 році.